# 78432 Helensailer
78432 Helensailer este un asteroid din centura principală de asteroizi.

## Descriere
78432 Helensailer este un asteroid din centura principală de asteroizi. A fost descoperit pe 29 august 2002 la Observatorul Palomar de Robert D. Matson. Asteroidul prezintă o orbită caracterizată de o semiaxă mare de 3,24 ua, o excentricitate de 0,11 și o înclinație de 3,8° în raport cu ecliptica.